# Politique en république démocratique du Congo

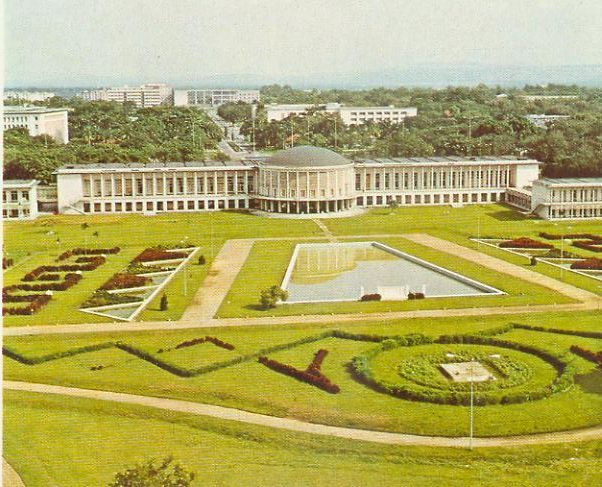
Palais de la Nation (Kinshasa), république démocratique du Congo

Depuis son indépendance, la république démocratique du Congo est une république dotée d'une constitution et définie comme une démocratie représentative.

## Histoire

### Indépendantisme
Plusieurs mouvements revendiquent l'indépendance du Congo belge, dont Patrice Lumumba.

### Depuis 2003
Un Gouvernement de transition de la république démocratique du Congo est mis en place à la suite de la deuxième guerre du Congo.

## Séparation des pouvoirs

### Pouvoir exécutif
- Présidence
  - Président : Félix Tshisekedi. Le président est élu pour 5 ans.
- Gouvernement :
  - Premier ministre : Judith Tuluka Suminwa

### Pouvoir législatif
Le Parlement congolais est divisé en deux chambres :
- l'Assemblée nationale
- le Sénat

Les 632 députés provinciaux (dont 44 pour Kinshasa) sont élus pour 5 ans

### Pouvoir judiciaire
Selon la Constitution, le pouvoir judiciaire est indépendant des pouvoirs législatif et exécutif. Il est exercé par les cours et tribunaux, civils et militaires, en partant de la cour constitutionnelle jusqu'aux tribunaux, en vertus de l'article 149 de la constitution. 
C'est le Conseil supérieur de la magistrature qui propose les nominations et sanctionne les magistrats.
Dans la pratique, le pouvoir judiciaire dépend du président de la République, qui nomme et révoque les magistrats.

## Partis et mouvements politiques
Il existe plus de 400 partis.